# Stephen J. Cannell
Stephen Joseph "J" Cannell, född 5 februari 1941 i Los Angeles i Kalifornien, död 30 september 2010 i Pasadena i Kalifornien, var en amerikansk manusförfattare, författare och skådespelare.
Cannell var en av de mest produktiva av alla manusförfattare i USA. Han skapade bland annat 38 TV-serier, till exempel The A-team, Scali, Titta han flyger, Hunter, Renegade, 21 Jump Street, Rockford tar över och Baretta, och skrev över 350 avsnitt av olika serier. Dessutom skrev han ett tiotal romaner.
Han började som bilförsäljare och lyckades ta sig in i TV-branschen trots att han led av dyslexi.
Cannell vann en Emmy och två Writer's Guild Awards. Han nominerades två gånger till Edgar och tillägnades en stjärna på The Hollywood Blvd. Walk of Fame.

## Filmografi (som skådespelare)
- Charley Hannah (TV) (1986)
- Identity Crisis (1989)
- Santa Barbara (TV-serie) (1991)
- Renegade (TV-serie) (1992-1997)
- Posse - svart uppbåd (1993; Posse)
- U.S. Customs Classified (TV-serie) (1995)
- CHiPs '99 (TV) (1998)
- The Contract (1999)
- Dead Above Ground (2002)
- Half Past Dead (2002)
- Threshold (TV) (2003)

## Privatliv
Cannell var gift med Marcia Finch (8 augusti 1964 till hans död) och paret fick fyra barn.